# Automeris egeides
Automeris egeides är en fjärilsart som beskrevs av Eugène Louis Bouvier. Automeris egeides ingår i släktet Automeris och familjen påfågelsspinnare. Inga underarter finns listade i Catalogue of Life.